# Żejmiana (jezioro)
Żejmiana (lit. Žeimenys) – jezioro na Litwie, na Auksztocie. Położone jest na terenie Auksztockiego Parku Narodowego. 
Znajduje się na granicy rejonów święciańskiego i ignalińskiego, 15 kilometrów na północny zachód od Święcian. Leży na wysokości 137 m n.p.m.
Żejmiana to bardzo długie i wąskie jezioro. Długość z północy na południe wynosi około 11,2 km, maksymalna szerokość 2,1 km. W północnej części ma dwie duże zatoki. Powierzchnia jeziora wynosi 4,363 km2. Największa głębokość 23,5 m, średnia 6,9 m. Długość linii brzegowej około 36 km, z uwzględnieniem wybrzeża wysp 38 km. 